# The Gates Mixed Plate
The Gates Mixed Plate é o décimo álbum de estúdio do rapper Tech N9ne, cujo lançamento foi em 2010. Este álbum contém 22 músicas.

## Lista de faixas
1. "Ms. Walker / Brooklyn Martino (Intro)"
2. "O.G."
3. "F U Pay Me"
4. "Gamer"
5. "Jumpin' Jax"
6. "Keep It One Hunit"
7. "Pow Pow"
8. "Harvey Dent"
9. "Tony G (Intro)"
10. "What's Next"
11. "Afterparty"
12. "Too Many Girls"
13. "Pu Wah Wah"
14. "Sean Tyler (Intro)"
15. "KC Tea"
16. "JT Quick (Intro)"
17. "Oh You Didn't Know"
18. "Far Out"
19. "Paper with Brian B Shynin (Intro)"
20. "Loud"
21. "Need More Angels with Prayer by Brother K.T."
22. "Doin' It"